# 794
Cette page concerne l'année 794  du calendrier julien. Pour l'année 794 av. J.-C., voir 794 av. J.-C.
L'année 794 est une année commune qui commence un mercredi.

## Événements
- 22 octobre : la capitale du Japon est transférée à Heian-kyō, aujourd'hui Kyōto[1]. Début de l'Époque de Heian (fin en 1192). Le refus de verser un tribut à la Chine à l’époque de Heian conduit le Japon à un isolement économiquement coûteux. À la fin du IXe siècle, les relations avec la Chine sont interrompues et, durant deux siècles, le Japon doit vivre sur ses acquis : un art et une littérature nationale naissent et donnent les premiers chefs-d’œuvre authentiquement « japonais » (Le Taketori monogatari, qui relate les aventures d’un coupeur de bambou, est le premier roman japonais). À Heian la cour devient un monde fermé, consacré à la poésie et aux arts, tandis que la puissante famille des Fujiwara exerce l’autorité réelle.

- Début du règne en Inde de Govinda III (en), roi Rastrakuta de Malkhed  (fin en 813). Il doit lutter contre la révolte de son frère aîné[2].
- Création à Bagdad de la première manufacture de papier (de coton)[3]. Le papier de soie continue à venir de Chine.

### Europe
- 1er juin : début du synode de Francfort[4]. Condamnation de l’adoptianisme, une hérésie espagnole et de l’iconoclasme byzantin sans l’avis du pape.
- Juin : capitulaire de Francfort.
  - Tassilon III de Bavière, convoqué à Francfort, doit abdiquer[5].
  - Capitulaire du maximum. Fixation des prix des denrées. Les réserves publiques de céréales seront mises sur le marché à prix réduit en cas de crise frumentaire. En 794, un denier, la plus petite monnaie en circulation, équivaut au prix de douze pains de blé ou de quinze de seigle[6].
  - Refonte du système monétaire dans le royaume carolingien (le denier d’argent est réévalué de 25 %) et des poids et mesures (nouveau boisseau public). Deux unités de compte, le sou (12 deniers) et la livre (20 sous, 406 g), sont utilisées pour les transactions[7].
- 19 juillet : la fondation de l'abbaye bénédictine de Saint-Jean de Caunes (Minervois) est confirmée par Charlemagne[8].
- Été : premier raids vikings connus sur les îles écossaises (Skye, Iona). Attaque du monastère de Jarrow en Northumbrie par les Vikings. Ils pillent le monastère de Monkwearmouth, près de Sunderland[9].
- Automne : Charlemagne entre en Saxe ; les Saxons assemblés à Sintfeld, se soumettent sans combattre[10].
- 25 décembre : Charlemagne passe Noël à Aix-la-Chapelle[10]. Durant l'hiver, il épouse l’Alamane Liutgarde (morte sans enfants en 800)[11]. Début de la construction du palais d'Aix-la-Chapelle (fin en 798). Odon de Metz, s’inspirant du traité classique de Vitruve, en est le principal architecte. Charles passe désormais tous ses hivers à Aix.

- Une colonne de l'émirat de Cordoue met à sac Oviedo mais est détruite sur le chemin du retour par les Asturiens à la bataille de Lutos[12].
- Le « denier de Saint-Pierre » est prélevé régulièrement par le pape en Angleterre par le roi Offa de Mercie[13]
- Mariage de Louis le Pieux et d'Ermengarde de Hesbaye[14].

## Décès en 794
- 10 août : Fastrade, épouse de Charlemagne, à Francfort[5].